# コク・ボリス
コク・ボリス（Kok Boris、1991年5月20日 - ）は、フランス生まれのカンボジア人サッカー選手。カンボジア・リーグ・プノンペン・クラウンFCの元主将、元カンボジア代表。ポジションはDF。

## クラブ歴
フランスで生まれ、チエリー・ビンとは仲がよかった。
前主将であったクチ・ソクンピアクがナガワールドFCに転出したのに伴い、プノンペン・クラウンFCの主将となった。
怪我のため2017年に引退していたが、2020年に現役復帰した。

## 代表歴
2015年8月20日に行われたブータン代表との親善試合で代表初出場。